# Iglesia de Nuestra Señora del Camino
La Iglesia de Nuestra Señora del Camino (en inglés: Our Lady of the Wayside Church) es un templo católico del siglo xx ubicado en Portola Valley, Condado de San Mateo (California, Estados Unidos).

## Historia
La iglesia fue construida en 1912 para la entonces floreciente parroquia de Portola Valley gracias a los esfuerzos de colaboración entre miembros judíos, protestantes y católicos de The Family, un club privado para caballeros establecido en San Francisco en 1901. Uno de los fundadores del templo fue el matrimonio formado por Encarnacion y Gertrude Mejia, cuya nieta Abigail Folger, heredera de la poderosa empresa Folgers Coffee, moriría asesinada en el marco de los crímenes Manson, celebrándose su funeral en la iglesia la mañana del 13 de agosto de 1969.
En 1977 se procedió a la instalación de una placa que proclamó al edificio como el California Historical Landmark número 909, siendo incluido en el Registro Nacional de Lugares Históricos el 22 de noviembre del mismo año.
Tras sufrir graves daños en 1989 a causa del Terremoto de Loma Prieta, expertos en infraestructuras recomendaron su demolición, si bien el templo terminó siendo restaurado por la congregación con un coste de US$600 000.

## Descripción
James Rupert Miller, arquitecto y miembro de The Family, otorgó el diseño de la iglesia al por aquel entonces joven dibujante de 19 años empleado en su firma Timothy L. Pflueger, para quien esta fue su primera comisión. En el diseño, Pflueger se basó en la Misión San Francisco de Asís, ubicada en su San Francisco natal.
La sencilla estructura fue levantada con hormigón armado y un acabado en estuco en estilo misión, con el añadido de una puerta principal de influencia georgiana con frontón desplazado. Entre los elementos en estilo misión se incluyen el techo de teja a dos aguas con extremos de vigas expuestos, ventanas rematadas en arco redondo y muros laterales apuntalados.
El interior se caracteriza por su austeridad, siendo el altar la zona más destacada, donde se encuentra emplazado un pequeño retablo de madera presidido por un Cristo crucificado, siendo el techo de vigas de madera y estructura triangular uno de los puntos más llamativos debido al contraste entre el tono oscuro de la madera y el tono claro de las paredes del templo.